# Jodoverso
Jodoverso (Jodoverse em inglês), se trata do universo compartilhado elaborado e criado por Alejandro Jodorowsky nas páginas em quadrinhos da revista Métal hurlant, da editora francesa Les Humanoïdes Associés. O Jodoverso é habitado por um número inesgotável de personagens, intrigas e tramas. Cruzando várias séries, o Jodoverso abrange mais do que apenas a página publicada, cada personagem é dotado de uma história de fundo abrangente e uma mitologia por trás de sua existência, atravessando linhas do tempo narrativas de séculos e árvores genealógicas expansivas.

## Análise
O Jodoverso é um universo fictício criado nas histórias em quadrinhos que leva o nome de seu criador Alejandro Jodorowsky. O Universo também é conhecido como o Universo dos Metabarões. Se trata de um universo único sem par igual em qualquer outra mídia, sendo grande, estranho e por vezes extremamente violento e de acordo com o critico de quadrinhos Tom Lennon, "o Jodoverso faz Oldboy de  Chan-wook’s Park parecer a Zooey Deschanel em New Girl."
O Jodoverso parte da arte de Moebius (principalmente do projeto não realizado Duna) e conta com excelentes ilustradores como: Jean Giraud (Arzach) , Juan Giménez (El Extrano Juicio a Roy Ely), Zoran Janjetov (Bernard Panasonik) e Fred Beltran (Le Ventre du Minotaure).

### Incal
O Incal é uma das obras de ficção científica mais influentes já feitas em uma história em quadrinhos. Muito de sua influência e aclamação se deve à obra de arte imortal de Moebius. O Incal nasce com muitas influencias da ficção cientifica como Solaris (livro lançado em 1961, filme lançado em 1972), principalmente da tentativa de Jodorowsky de filmar Duna (livro lançado em 1965, tentativa de adaptação de 1975). Muitas das ideias podem ser vistas no documentário do filme não-realizado Duna de Jodorowsky. O Incal passou a inspirar histórias de ficção científica como O Quinto Elemento e Blade Runner.
A série retrata mundos com paisagens urbanas, enormes naves espaciais e terras povoadas por tecnopapas (adoradores de uma seita que prega a união da treva com o Incal Negro e são responsáveis pela tecnologia), mutantes que moram no lixo, doppelgängers (sósia ou duplo não-biologicamente relacionado de uma pessoa viva), águas-vivas gigantes, velhos gurus flutuando em cristais, um exército de ratos subterrâneos, sanguessugas voadoras, uma humanidade egoísta, entre outros.
O conceito central da obra é a iniciação espiritual de Jhon Difool , que ele reluta em aceitar; ele deseja constantemente retornar à sua própria realidade insipiente de prazeres hedonísticos simples. É uma alegoria da repetição dos pecados, da futilidade da complacência e da necessidade de transformação individual. Conforme a história avança, ele continua mudando, tornando-se mais heroico, até fisicamente mais bonito.

### Metabarões
Narra a história de uma dinastia de guerreiros perfeitos conhecidos como Metabarões. "Se Incal é uma odisseia espacial psicodélica, então Os Metabarões é uma versão Heavy Metal de Édipo Rei com assassinos cibernéticos. Uma história mitológica digna de épicos como Gilgamesh ou Beowulf, com arte sublime de Juan Gimenez. Pode ter levado 50 anos para conseguir uma adaptação adequada de Duna, ainda levará mais 50 anos para o mundo criativo alcançar os Metabarões".
Alejandro Jodorowsky afirma no documentário Duna de Jodorowsky que as ideias não utilizadas em O Incal da adaptação de Duna, estão em Metabarões, tais como as espaçonaves projetadas, uma versão do Duque Leto castrado, a feiticeira que utiliza uma gota de seu sangue para gerar uma criança não do prazer sexual mas sim do prazer espiritual, etc. Todas estas ideias se encontram em Metabarões exatamente como ele filmaria.
A Casta dos Metabarões alia o realismo mágico de Gabriel Garcia Maques a temática Sci-fi. Gimenez em suas ilustrações cria anatomias, arquiteturas, paisagens, desenhos impossíveis dando aos álbuns um tom único, unindo estruturas biológicas e tecnológicas.
O conto No Coração do Metabunker, originalmente escrito em 1989 para acompanhar o lançamento de "Les Mystères de l'Incal", serviu como ponto de partida para várias séries spin-off girando em torno do personagem do Metabarão e sua família , que incluem, desde a década de 1990 até hoje: a Saga dos Metabarões , Castaka , o Metabarão , As Armas do Metabarão; bem como um conto, The Crest of Castaka .

### Os Técno-Papas
Segue as aventuras cósmicas de um menino em seu caminho para livrar a galáxia de uma praga tecnológica insidiosa.
Depois da tragédia grega de "Os Metabarões", Alexandro Jodorowsky volta às suas raízes bíblicas com esta busca que lembra Moisés em uma escala galáctica. Os personagens e o tema da realidade virtual são feitos sob medida para o artista Zoran Janjetov ("Before The Incal"), que encontra em Jodorowsky seu par perfeito. Albino, herói desta odisséia no espaço, lembra aqui sua infância, seu aprendizado e as grandes e pequenas batalhas que teve que travar para realizar suas ambições em um universo onde os avanços tecnológicos são paradoxalmente apenas pela crueldade e barbárie das forças controladoras. 

### Megalex
Megalex é uma série de três edições que conta as aventuras de Ram e Adama, iniciada em 1999. Megalex não está diretamente ligado à saga Incal, mas ainda faz parte do mesmo universo. Se trata de uma aventura Sci-Fi original de uma rebelião contra um mundo totalitário e opressor.
Em Megalex, a cidade-planeta, as leis da natureza são proibidas. A ordem tirânica reina sobre uma população renovada controlada pela manipulação genética. Devido aos repetidos ataques da floresta vizinha, primitiva e impenetrável, o sistema urbanizado no comando permitiu que uma 'anomalia', um policial clone de quase 3 metros de altura, escapasse. Guiado por Adama, um dos rebeldes que lutam por sua liberdade, o gigante gentil consegue se juntar ao acampamento dos 'objetores' e ajudá-los a enfrentar os poderes do mal de Megalex.

### Simak
Ao contrário das demais obras do Jodoverso, esta não é escrita por Jodorowsky, mas faz parte do Jodoverso por ser uma ramificação do mesmo. Se trata de um thriller sombrio e sensual que segue a origem de um dos maiores inimigos do Metabarão, o Simak! Escrito por Jerry Frissen e ilustrado por Jean-Michel Ponzio. 
A história segue Phoenix, um policial talentoso, com amnésia que testemunha o assassinato de seu companheiro de equipe. Sua investigação o leva a "Solar Corona", uma cidade-planeta lar de toda a libertinagem possível, onde ele se cruza com os Simaks - transumanos originalmente projetados para a prostituição, que deveriam ter sido erradicados como resultado de repetidos defeitos. No entanto Phoenix acaba descobrindo algo muito mais sombrio em sua tecnologia.
No coração deste universo violento e corrupto, sua sede de justiça levará Phoenix em uma trilha para descobrir as origens dos Simaks e sua capacidade de destruição.

## Referencias
1. 1 2 3 4  «Site Oficial». 14 de fevereiro de 2021. Consultado em 14 de fevereiro de 2021
2. 1 2 3  Lennon, Tom (13 de abril de 2020). «Alejandro Jodorowsky: A 'Jodoverse' Reading Guide». Tom Lennon (em inglês). Consultado em 14 de fevereiro de 2021
3. ↑  «Humanoids Presents». www.goodreads.com. Consultado em 14 de fevereiro de 2021
4. 1 2  James, Tito W. (12 de janeiro de 2021). «Enter The Jodoverse — Where To Start?». COMICON (em inglês). Consultado em 14 de fevereiro de 2021
5. ↑  «The Incal by Alejandro Jodorowsky, illustrated by Moebius - review». the Guardian (em inglês). 11 de outubro de 2011. Consultado em 14 de fevereiro de 2021
6. ↑  author., Screech, Matthew, (março de 2005). Masters of the Ninth Art : Bandes Dessinées and Franco-Belgian Identity. [S.l.]: Liverpool University Press. OCLC 880597514
7. ↑  Dew, Spencer (dezembro de 2014). «Jodorowsky's Dune. Film. Directed by Frank Pavich. High Line Pictures, 2013.». Religious Studies Review (4): 218–218. ISSN 0319-485X. doi:10.1111/rsr.12174_5. Consultado em 27 de fevereiro de 2021
8. ↑  «A casta dos Metabarões de Jodorowsky e Giménez». Ambrosia. 4 de abril de 2012. Consultado em 14 de fevereiro de 2021
9. ↑  «Psicomagia – A arte da transformação nos quadrinhos de Jodorowsky!». Formiga Elétrica. 11 de julho de 2017. Consultado em 14 de fevereiro de 2021
10. ↑  MacDonald, Heidi (8 de junho de 2016). «Syndicated Comics». The Beat (em inglês). Consultado em 14 de fevereiro de 2021
11. ↑  «Simak». www.goodreads.com. Consultado em 14 de fevereiro de 2021
12. ↑  «Simak, tome 1 Traque sur Solar Corona, polar sidéral». Ligne Claire (em francês). 23 de julho de 2018. Consultado em 14 de fevereiro de 2021